# 春長台駅
春長台駅（チュンジャンデえき）は、大韓民国忠清南道舒川郡にかつて存在した韓国電力公社舒川火力線の駅である。

## 歴史
- 1983年12月10日：開業[1]。
- 2018年3月20日：廃止[2]。